# Rangos e insignias de las Fuerzas Armadas Soviéticas (1943-1955)
Los rangos e insignias de las Fuerzas Armadas Soviéticas (1943-1955) se caracterizaron por una serie de cambios en las fuerzas armadas de la Unión Soviética, incluida la reintroducción de insignias de rango y la adopción de varios rangos más altos.

## Cambios
Junto con el aumento permanente de los efectivos de las Fuerzas Armadas Soviéticas, las ramas de servicio y las distintas armas se formaron por órdenes del Comisariado del Pueblo de Defensa, que consta de artillería, fuerza aérea, fuerzas de defensa aérea, cuerpo de señales, cuerpo de ingenieros. y el cuerpo blindado. Se establecieron las principales unidades de apoyo al combate hasta el nivel de mando. Este proceso se caracterizó por la necesidad de contar con personal de mando bien calificado, en una adecuada estructura de rango. El estado soviético, y la administración del partido, respondieron a estos desafíos mediante la introducción de rangos superiores adicionales, así como mediante la reintroducción de las insignias de rango rusas tradicionales.
Se introdujo un nuevo grupo de rango en el nivel OF-9 (equivalente al general de la rama en la Wehrmacht y el Ejército Imperial Ruso), nombrado mariscal de la rama de servicio o mariscal en jefe de la rama de servicio.
En enero de 1943 nacieron los grados de mariscal de la fuerza aérea, mariscal de artillería y mariscal del cuerpo blindado. En octubre de 1943, fue seguido por los rangos adicionales de mariscal de las tropas de comunicación y mariscal de las tropas de ingenieros, y se agregó el mariscal en jefe equivalente de los rangos de la rama.

## Rangos e insignias de distinción para las fuerzas terrestres y aéreas
El Prikav (decreto) del 15 de enero de 1943 decidió la introducción de nuevos uniformes. Este recuperaba el estilo del antiguo uniforme zarista, así la nueva gymnastiorka (guerrera) era de cuello alto con dos botones y dos bolsillos pectores para los oficiales —el resto de rangos carecían de bolsillos—. Los pantalones eran iguales. Las distinciones de antes de la guerra entre uniformes de diario, paseo y desfile se abandonaron y únicamente se fabricaba uniforme de campaña. Aunque se dieron instrucciones para una forma de uniforme de desfile, destinado a las tropas en funciones de guarnición, y en ocasiones especiales para los oficiales.
La introducción de nuevas insignias de distinción en el cuerpo de oficiales del Ejército Rojo se produjo por orden del Presídium del Soviet Supremo el 6 de enero de 1943. Se seleccionaron dos versiones de hombreras o charreteras, una para uniformes de diario y la segunda para uso en el campo de batalla (ancho 6 cm, largo 14 a 16 cm, dependiendo del tamaño del cuerpo). Las hombreras de campaña eran de color caqui apagado y estaba bordeada en tres lados por ribetes del color del cuerpo. Los oficiales contaban con hombreras con bandas que discurrían a lo largo de la misma: dos para jefes u oficiales superiores (de comandante a coronel) y una para oficiales inferiores (de subteniente a capitán). las bandas eran rojas excepto en el caso de los cuerpos médico, veterinario y no combatientes que eran marrones. La distinción dentro de estas categorías se hacía mediante estrellas. Las hombreras llevaban también una pequeña insignia plateada o dorada que representaba el cuerpo y que estaba situada a lado y por fuera del botón normal de latón. El color de este emblema era diferente dependiendo del cuerpo, lo que se indica más abajo.
| Rango            | Estrellas | Bandas |
| ---------------- | --------- | ------ |
| Coronel          | tres      | dos    |
| Teniente coronel | dos       | dos    |
| Comandante       | uno       | dos    |
| Capitán          | cuatro    | uno    |
| Teniente primero | tres      | uno    |
| Teniente         | dos       | uno    |
| Subteniente      | uno       | uno    |

### Colores de los distintos cuerpos
Los colores del cuerpo, acordados y creados en 1935, se mantuvieron en uso, pero se produjeron cambios menores. El cuerpo de servicio se indicaba por ribetes de color y por insignias de cuerpo. El color de fondo de cada distintivo de cuello se utilizaba para indicar el cuerpo y, se completaba con una pequeña insignia dorada de cuerpo. En el caso de los oficiales, el distintivo contaba con bordes dorados o metálicos; para los otros rangos, el ribete se correspondía con el color del cuerpo. Para los sargentos, el distintivo de cuerpo tenía los bordes del mismo color que el cuerpo y a lo largo del mismo contaba con una estrecha franja roja para diferenciarlo de los otros rangos.
El acolchado de la hombrera indicaba el color del cuerpo de la rama de servicio, cuerpo o designación especial, con ribetes de colores en los bordes.

#### Colores de cuerpo: soldados y suboficiales
| Color     | Color        | Color  | Color  | Color           | Color           | Arma o cuerpo                                  |
| Acolchado | Acolchado    | Ribete | Ribete | Ribete de campo | Ribete de campo | Arma o cuerpo                                  |
| --------- | ------------ | ------ | ------ | --------------- | --------------- | ---------------------------------------------- |
|           | Frambuesa    |        | Negro  |                 | Frambuesa       | Infantería (fusileros y fusileros motorizados) |
|           | Azul cobalto |        | Negro  |                 | Azul cobalto    | Caballería                                     |
|           | Azul claro   |        | Negro  |                 | Azul claro      | Tropas de aviación y fuerza aérea              |
|           | Negro        |        | Rojo   |                 | Rojo            | Artillería y cuerpo blindado                   |
|           | Verde oscuro |        | Rojo   |                 | Verde oscuro    | Tropas médicas y servicio veterinario          |
|           | Negro        |        | Negro  |                 | Negro           | Tropas técnicas                                |

#### Colores de cuerpo: oficiales hasta coronel
| Ribete | Ribete       | Arma o cuerpo                                                        |
| ------ | ------------ | -------------------------------------------------------------------- |
|        | Azul cobalto | Caballería                                                           |
|        | Frambuesa    | Infantería genérica del ejército, fusileros motorizados y logística. |
|        | Rojo         | Artillería, cuerpo blindado, tropas médicas y servicio veterinario   |
|        | Azul claro   | Tropas de aviación y fuerza aérea                                    |
|        | Negro        | Tropas técnicas                                                      |

#### Colores de cuerpo: oficiales por encima de coronel
| Ribete | Ribete                          | Arma o cuerpo                                                       |
| ------ | ------------------------------- | ------------------------------------------------------------------- |
|        | Rojo (frambuesa para generales) | Infantería genérica del ejército, fusileros motorizados y logística |
|        | Azul claro                      | Tropas de aviación y fuerza aérea                                   |
|        | Frambuesa                       | Otros usos                                                          |

#### Otras insignias
Los números de regimiento en letras doradas se colocaron en las correas de los hombros de otros rangos junto con el emblema del servicio armado, rama, tropa especial o nombramiento. Para los comandantes de unidades de batalla o fuerzas de tarea, el emblema era de color dorado, para el resto era plateado.

#### Soldados y suboficiales
| Correas de hombro para uniforme de servicio básico   | Soldados y suboficiales                                                  | Soldados y suboficiales                                                     | Soldados y suboficiales                           | Soldados y suboficiales | Soldados y suboficiales                                                                                | Soldados y suboficiales                                                                                |
| ---------------------------------------------------- | ------------------------------------------------------------------------ | --------------------------------------------------------------------------- | ------------------------------------------------- | --- | --- | --- |
| Infantería                                           | 306th Rifle Regiment                                                     | 36th Guards Rifle Silesian, Order of the Red Star Regiment                  | 61st Motorised Rifle Regiment                     | 7th Motorised Rifle Brigade | 123rd Rifle Regiment                                                                                   | 41st Guards Rifle Czestochowski, Order of Kutuzov Regiment                                             |
| Caballería                                           | 214th Cavalry Regiment                                                   | 34th Guards Cavalry Kuban Cossacks Slonim, Order of the Red Banner Regiment | 220th Debrecen Cavalry Regiment                   | 223rd Cavalry, Order of Bogdan Khmelnitsky Regiment | 30th Guards Cavalry Kuban Cossacks Slonim, Order of the Red Banner, Order of Alexander Nevsky Regiment | 32nd Guards Cavalry Kuban Cossacks Slonim, Order of the Red Banner, Order of Alexander Nevsky Regiment |
| Fuerzas Aéreas                                       | 104th Guards Fighter Krakov Aviation, Order of Alexander Nevsky Regiment | 108th Bomber Aviation Regiment                                              | 909th Fighter Aviation, Order of Kutuzov Regiment | 173rd Guards Assault Aviation Regiment | 28th Guards Bomber Aviation Regiment                                                                   | 16th Guards Fighter Sandomierz Aviation, Order of Alexander Nevsky Regiment                            |
| Artillería                                           | 288th Fighter Anti-tank Artillery Regiment                               | 5th Guards Fighter Anti-tank Artillery Regiment                             | 61st Howitzer Artillery Regiment                  | 21st Guards Mortar Brigade | 4th Guards Artillery Regiment                                                                          | 17th Guards Mortar Regiment                                                                            |
| Tropas blindadas                                     | 60th Tank, Order of Bogdan Khmelnitsky Regiment                          | 105th Separate Tank Demidov, Order of the Red Banner Regiment               | 142nd Tank Regiment                               | 12nd Separate Guards Tank Berdichev, Order of the Red Banner, Order of Suvorov, Order of Bogdan Khmelnitsky Regiment (12nd Guards Heavy Tank Regiment) | 8th Guards Tank, Order of the Red Banner, Order of Suvorov Brigade                                     | 70th Tank Syvash, Order of Kutuzov Brigade                                                             |
| Tropas motorizadas                                   | 17th Motor Vehicle Brigade of Leningrad Front                            | 57th Motor-Car Regiment                                                     | 52nd Motorcycle Regiment                          | 19th Motor-Car Regiment | 5th Guards Motorcycle Regiment                                                                         | 77th Motor-Car Regiment                                                                                |
| Cuerpo médico                                        |                                                                          |                                                                             |                                                   | | | |
| Cuerpo veterinario                                   |                                                                          |                                                                             |                                                   | | | |
| Tropas de ingenieros                                 | 17th Motorised Engineer Brigade                                          | 22nd Guards Motorised Shock Engineer-Sapper Brigade                         | 2nd Guards Motorised Engineer Brigade             | 13rd Engineer Brigade | 18th Engineer-Sapper Brigade                                                                           | 4th Shock Engineer-Sapper Brigade                                                                      |
| Tropas de señales                                    | 6th Signal Regiment                                                      | 129th Separate Signal Regiment                                              | 8th Signal Regiment of 8th Air Army               | 5th Guards Signal Regiment of 2nd Guards Tank Army | 1st Guards Signal Regiment of 11th Guards Army                                                         | 26th Signal Regiment of 17th Air Army                                                                  |
| Tropas de carretera                                  |                                                                          |                                                                             |                                                   | | | |
| Tropas ferroviarias, Comunicaciones militares (VOSO) | 4th Railway Brigade                                                      | 4th Separate Operations Railway Regiment                                    | 1st Guards Railway Brigade                        | 11th Railway Brigade | 12th Separate Operations Railway Regiment                                                              | 50th Operations Railway Brigade                                                                        |
| Cuerpo de pontoneros                                 | 5th Pontoon-Bridge Brigade                                               | 12th Motorised Pontoon-Bridge Regiment                                      | 2nd Separate Heavy Pontoon-Bridge Regiment        | 7th Motorised Pontoon-Bridge Brigade | 10th Pontoon-Bridge Brigade                                                                            | 3rd Motorised Pontoon-Bridge Regiment                                                                  |
| Tropas de zapadores                                  |                                                                          |                                                                             |                                                   | | | |
| Tropas de topógrafos                                 |                                                                          |                                                                             |                                                   | | | |
| Tropas químicas                                      | 15th Chemical Protection Brigade                                         | 19th Chemical Protection Brigade                                            | 18th Chemical Protection Brigade                  | 17th Chemical Protection Brigade | 16th Chemical Protection Brigade                                                                       | 15th Chemical Protection Brigade                                                                       |
| Tropas eléctricas                                    |                                                                          |                                                                             |                                                   | | | |
| Designación de rango                                 | Soldado                                                                  | Cabo                                                                        | Sargento menor                                    | Sargento mayor | Starshina                                                                                              | |
| Designación de rango                                 | (Рядовой)                                                                | (Ефрейтор)                                                                  | (Младший сержант)                                 | (Сержант) | (Старший сержант)                                                                                      | (Старшина)                                                                                             |
| Equivalencia OTAN                                    | OR-1                                                                     | OR-4                                                                        | OR-5                                              | OR-6 | OR-7                                                                                                   | OR-8                                                                                                   |

#### Oficial hasta comandante en jefe
| Insignias de hombro para uniforme de servicio básico | Oficiales y personal de mando                  | Oficiales y personal de mando       | Oficiales y personal de mando                       | Oficiales y personal de mando     | Oficiales y personal de mando | Oficiales y personal de mando                   | Oficiales y personal de mando       | Generales y comandantes en jefe | Generales y comandantes en jefe      | Generales y comandantes en jefe     | Generales y comandantes en jefe |
| ---------------------------------------------------- | ---------------------------------------------- | ----------------------------------- | --------------------------------------------------- | --------------------------------- | ----------------------------- | ----------------------------------------------- | ----------------------------------- | ------------------------------- | ------------------------------------ | ----------------------------------- | ------------------------------- |
| Infantería                                           |                                                |                                     |                                                     |                                   |                               |                                                 |                                     |                                 |                                      |                                     |                                 |
| Caballería                                           |                                                |                                     |                                                     |                                   |                               |                                                 |                                     |                                 |                                      |                                     |                                 |
| Fuerza aérea                                         |                                                |                                     |                                                     |                                   |                               |                                                 |                                     |                                 |                                      |                                     |                                 |
| Fuerza Aérea Ingenieros                              |                                                |                                     |                                                     |                                   |                               |                                                 |                                     |                                 |                                      |                                     |                                 |
| Artillería                                           |                                                |                                     |                                                     |                                   |                               |                                                 |                                     |                                 |                                      |                                     |                                 |
| Artillería Ingenieros                                |                                                |                                     |                                                     |                                   |                               |                                                 |                                     |                                 |                                      |                                     |                                 |
| Tropas Blindadas                                     |                                                |                                     |                                                     |                                   |                               |                                                 |                                     |                                 |                                      |                                     |                                 |
| Tropas Blindadas Ingenieros                          |                                                |                                     |                                                     |                                   |                               |                                                 |                                     |                                 |                                      |                                     |                                 |
| Unidades motorizadas                                 |                                                |                                     |                                                     |                                   |                               |                                                 |                                     |                                 |                                      |                                     |                                 |
| Unidades motorizadas Ingenieros                      |                                                |                                     |                                                     |                                   |                               |                                                 |                                     |                                 |                                      |                                     |                                 |
| Cuerpo Médico                                        |                                                |                                     |                                                     |                                   |                               |                                                 |                                     |                                 |                                      |                                     |                                 |
| Cuerpo Veterinario                                   |                                                |                                     |                                                     |                                   |                               |                                                 |                                     |                                 |                                      |                                     |                                 |
| Servicio Legal                                       |                                                |                                     |                                                     |                                   |                               |                                                 |                                     |                                 |                                      |                                     |                                 |
| Servicio de intendencia                              |                                                |                                     |                                                     |                                   |                               |                                                 |                                     |                                 |                                      |                                     |                                 |
| Tropas de ingenieros                                 |                                                |                                     |                                                     |                                   |                               |                                                 |                                     |                                 |                                      |                                     |                                 |
| Tropas de Ingenieros Ingenieros                      |                                                |                                     |                                                     |                                   |                               |                                                 |                                     |                                 |                                      |                                     |                                 |
| Tropas de Señales                                    |                                                |                                     |                                                     |                                   |                               |                                                 |                                     |                                 |                                      |                                     |                                 |
| Tropas de señales Ingenieros                         |                                                |                                     |                                                     |                                   |                               |                                                 |                                     |                                 |                                      |                                     |                                 |
| Tropas de carreteras                                 |                                                |                                     |                                                     |                                   |                               |                                                 |                                     |                                 |                                      |                                     |                                 |
| Tropas de carreteras Ingenieros                      |                                                |                                     |                                                     |                                   |                               |                                                 |                                     |                                 |                                      |                                     |                                 |
| Tropas ferroviarias Comunicaciones militares (VOSO)  |                                                |                                     |                                                     |                                   |                               |                                                 |                                     |                                 |                                      |                                     |                                 |
| Tropas ferroviarias Ingenieros VOSO Ingenieros       |                                                |                                     |                                                     |                                   |                               |                                                 |                                     |                                 |                                      |                                     |                                 |
| Cuerpo de pontones                                   |                                                |                                     |                                                     |                                   |                               |                                                 |                                     |                                 |                                      |                                     |                                 |
| Cuerpo de pontones Ingenieros                        |                                                |                                     |                                                     |                                   |                               |                                                 |                                     |                                 |                                      |                                     |                                 |
| Tropas de zapadores                                  |                                                |                                     |                                                     |                                   |                               |                                                 |                                     |                                 |                                      |                                     |                                 |
| Tropas de zapadores Ingenieros                       |                                                |                                     |                                                     |                                   |                               |                                                 |                                     |                                 |                                      |                                     |                                 |
| Tropas de topógrafos                                 |                                                |                                     |                                                     |                                   |                               |                                                 |                                     |                                 |                                      |                                     |                                 |
| Tropas de topógrafos Ingenieros                      |                                                |                                     |                                                     |                                   |                               |                                                 |                                     |                                 |                                      |                                     |                                 |
| Tropas químicas                                      |                                                |                                     |                                                     |                                   |                               |                                                 |                                     |                                 |                                      |                                     |                                 |
| tropas químicas Ingenieros                           |                                                |                                     |                                                     |                                   |                               |                                                 |                                     |                                 |                                      |                                     |                                 |
| Tropas eléctricas                                    |                                                |                                     |                                                     |                                   |                               |                                                 |                                     |                                 |                                      |                                     |                                 |
| Tropas eléctricas Ingenieros                         |                                                |                                     |                                                     |                                   |                               |                                                 |                                     |                                 |                                      |                                     |                                 |
| Designación de rango                                 | Subteniente (Младший лейтенант)                | Teniente (Лейтенант)                | Teniente Primero (Старший лейтенант)                | Capitán (Капитан)                 | Mayor (Майор)                 | Teniente coronel (Подполковник)                 | Coronel (Полковник)                 | Mayor general (Генерал-майор)   | Teniente general (Генерал-лейтенант) | Coronel general (Генерал-полковник) |                                 |
| Designación de rango de ingenieros                   | Subteniente técnico (Младший техник-лейтенант) | Teniente técnico (Техник-лейтенант) | teniente primero técnico (Старший техник-лейтенант) | Capitán técnico (Инженер-капитан) | Mayor técnico (Инженер-Майор) | Teniente coronel técnico (Инженер-Подполковник) | Coronel técnico (Инженер-Полковник) | Mayor general (Генерал-майор)   | Teniente general (Генерал-лейтенант) | Coronel general (Генерал-полковник) |                                 |
| Equivalencia OTAN                                    | OF-1                                           | OF-1                                | OF-1                                                | OF-2                              | OF-3                          | OF-4                                            | OF-5                                | OF-6                            | OF-7                                 | OF-8                                |                                 |

#### General del ejército a generalísimo
| Designación                                       | Comandante en jefe   | Mariscal de la rama de servicio              | Mariscal de la rama de servicio              | Mariscal de la rama de servicio              | Mariscal de la rama de servicio | Mariscal de la rama de servicio | Mariscal en jefe de la rama de servicio | Mariscal en jefe de la rama de servicio | Mariscal en jefe de la rama de servicio | Mariscal en jefe de la rama de servicio | Mariscal en jefe de la rama de servicio | Mariscal de la Unión Soviética |
| ------------------------------------------------- | -------------------- | -------------------------------------------- | -------------------------------------------- | -------------------------------------------- | ------------------------------- | ------------------------------- | --------------------------------------- | --------------------------------------- | --------------------------------------- | --------------------------------------- | --------------------------------------- | ------------------------------ |
| Correa de hombro para uniforme de servicio básico |                      | February-November 1943 · since November 1943 | February-November 1943 · since November 1943 | February-November 1943 · since November 1943 |                                 |                                 |                                         |                                         |                                         |                                         |                                         |                                |
| Designación de rango                              | General del Ejército | Mariscal de Artillería                       | Mariscal de Aviación                         | Mariscal de Tanques                          | Mariscal de Señales             | Mariscal de Ingenieros          | Mariscal en jefe de Artillería          | Mariscal en jefe de Aviación            | Mariscal en jefe de Tanques             | Mariscal en jefe de señales             | Mariscal en jefe de ingenieros          | Mariscal de la Unión Soviética |
| Emblema                                           |                      |                                              |                                              |                                              |                                 |                                 |                                         |                                         |                                         |                                         |                                         |                                |
| Equivalencia OTAN                                 | OF-9                 | OF-9                                         | OF-9                                         | OF-9                                         | OF-9                            | OF-9                            | OF-9                                    | OF-9                                    | OF-9                                    | OF-9                                    | OF-9                                    | OF-10                          |

### Uniforme de campo con tirantes

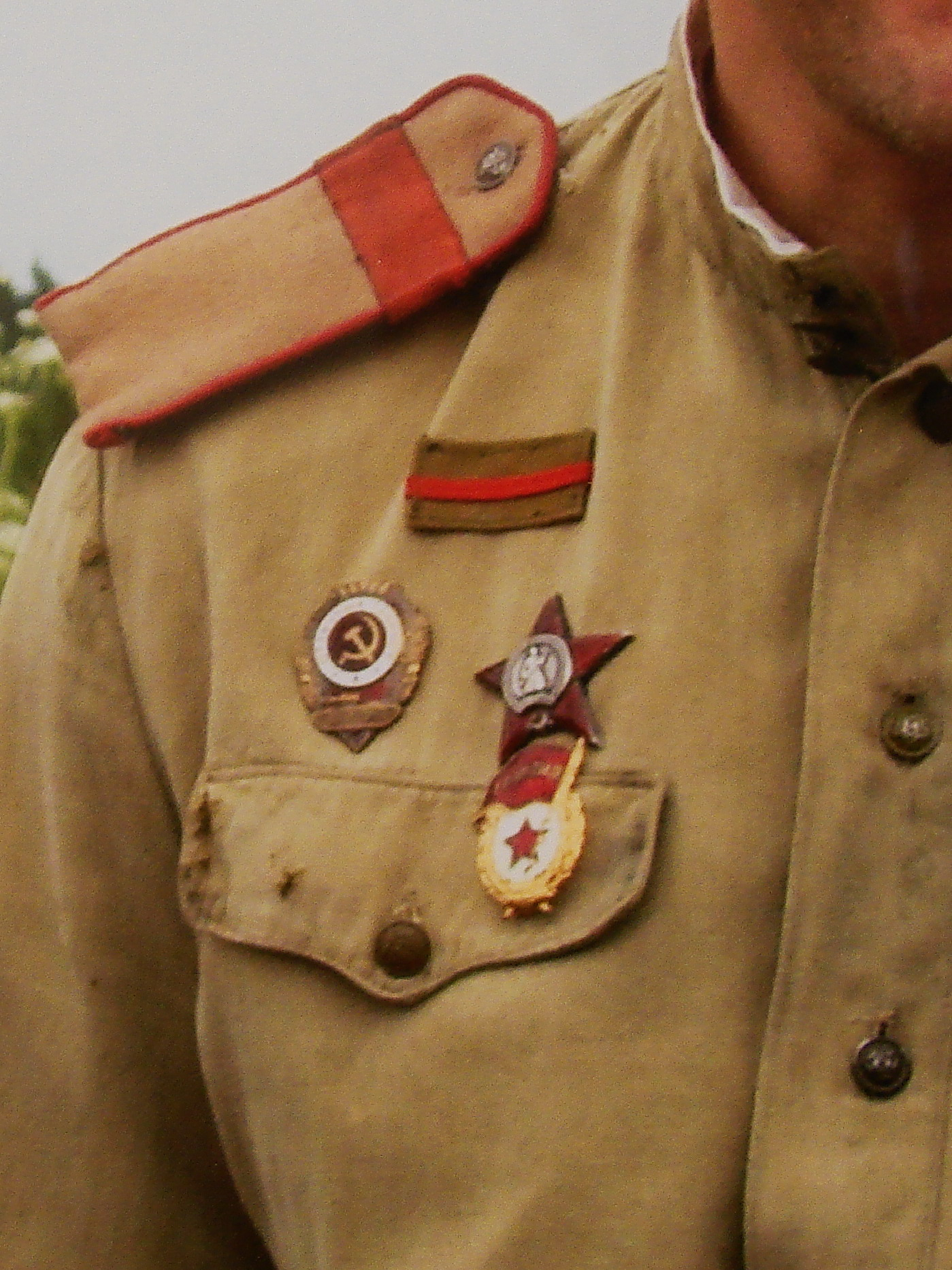
Correa de hombro de un sargento mayor

Las correas de los hombros de los uniformes de campo, estandarizadas para todos los ranchos de servicio, estaban hechas de tela de lana de color caqui. La correa indicaba el tipo de servicio, a juego con el color.
| Cuerpo            | Color        | Color del emblema |
| ----------------- | ------------ | ----------------- |
| Infantería        | Frambuesa    | Ninguno           |
| Artillería        | Rojo         | Plata             |
| Tropas Acorazadas | Rojo         | Plata             |
| Caballería        | Azul         | Plata             |
| Técnicos          | Negro        | Oro               |
| Servicios Médicos | Verde oscuro | Plata             |
| NKVD              | Azul         | Plata u oro       |

Este diseño específico de correa para el hombro se usó en el Ejército Rojo desde 1943 hasta 1946, así como en el Ejército Soviético desde 1946 hasta 1955.

#### Soldados y suboficiales (1943-1946)
| Correas de hombro al uniforme de campo           | Rangos de soldados y suboficiales | Rangos de soldados y suboficiales | Rangos de soldados y suboficiales | Rangos de soldados y suboficiales | Rangos de soldados y suboficiales | Rangos de soldados y suboficiales |
| ------------------------------------------------ | --------------------------------- | --------------------------------- | --------------------------------- | --------------------------------- | --------------------------------- | --------------------------------- |
| Infantería                                       |                                   |                                   |                                   |                                   |                                   |                                   |
| Caballería                                       |                                   |                                   |                                   |                                   |                                   |                                   |
| Fuerza Aérea                                     |                                   |                                   |                                   |                                   |                                   |                                   |
| Artillería, Tropas blindadas, Tropas motorizadas |                                   |                                   |                                   |                                   |                                   |                                   |
| Cuerpo médico y Cuerpo veterinario               |                                   |                                   |                                   |                                   |                                   |                                   |
| Tropas técnicas                                  |                                   |                                   |                                   |                                   |                                   |                                   |
| Designación de rango                             | Soldado                           | Cabo                              | Sargento                          | Sargento primero                  | Sargento mayor                    | Starshiná                         |
| Equivalencia OTAN                                | OR-1                              | OR-4                              | OR-5                              | OR-6                              | OR-7                              | OR-8                              |

#### Oficiales hasta comandantes superiores y comandante en jefe (1943-1946)
| Correas de hombro al uniforme de campo | Oficiales y comandantes                        | Oficiales y comandantes             | Oficiales y comandantes                             | Oficiales y comandantes           | Oficiales y comandantes       | Oficiales y comandantes                         | Oficiales y comandantes             | Comandantes superiores y comandante en jefe | Comandantes superiores y comandante en jefe | Comandantes superiores y comandante en jefe | Comandantes superiores y comandante en jefe |
| --- | ---------------------------------------------- | ----------------------------------- | --------------------------------------------------- | --------------------------------- | ----------------------------- | ----------------------------------------------- | ----------------------------------- | ------------------------------------------- | ------------------------------------------- | ------------------------------------------- | ------------------------------------------- |
| Infantería |                                                |                                     |                                                     |                                   |                               |                                                 |                                     |                                             |                                             |                                             |                                             |
| Caballería |                                                |                                     |                                                     |                                   |                               |                                                 |                                     |                                             |                                             |                                             |                                             |
| Tropas de Tanques Motorizadas Unidades |                                                | Technician-Lieutenant               |                                                     | Engineer-Captain                  |                               |                                                 | Engineer-Colonel                    |                                             |                                             |                                             |                                             |
| Fuerza Aérea Ingenieros |                                                | Engineer-Lieutenant                 |                                                     |                                   |                               | Engineer-Lieutenant colonel                     |                                     |                                             |                                             |                                             |                                             |
| Artillería |                                                | Technician-Lieutenant               |                                                     |                                   | Engineer-Major                |                                                 |                                     |                                             |                                             |                                             |                                             |
| Cuerpo Médico |                                                |                                     |                                                     |                                   |                               |                                                 |                                     |                                             |                                             |                                             |                                             |
| Cuerpo veterinario |                                                |                                     |                                                     |                                   |                               |                                                 |                                     |                                             |                                             |                                             |                                             |
| Servicio Legal |                                                |                                     |                                                     |                                   |                               |                                                 |                                     |                                             |                                             |                                             |                                             |
| Servicio de intendencia |                                                |                                     |                                                     |                                   |                               |                                                 |                                     |                                             |                                             |                                             |                                             |
| Topas técnicas Tropas de ingenieros Tropas de señales Tropas de carreteras Tropas ferroviarias, comunicaciones militares (VOSO) Tropas de pontoneros Tropas de zapadores Tropas de topógrafos Tropas químicas Tropas eléctricas |                                                |                                     |                                                     | Engineer-Captain                  |                               |                                                 |                                     |                                             |                                             |                                             |                                             |
| Designación de rango | Subteniente (Младший лейтенант)                | Teniente (Лейтенант)                | Teniente primero (Старший лейтенант)                | Capitán (Капитан)                 | Mayor (Майор)                 | Teniente coronel (Подполковник)                 | Coronel (Полковник)                 | Mayor general (Генерал-майор)               | Teniente general (Генерал-лейтенант)        | Coronel general (Генерал-полковник)         |                                             |
| Designación de rango de ingenieros | Subteniente técnico (Младший техник-лейтенант) | Teniente técnico (Техник-лейтенант) | Teniente primero técnico (Старший техник-лейтенант) | Capitán técnico (Инженер-капитан) | Mayor técnico (Инженер-Майор) | Teniente coronel técnico (Инженер-Подполковник) | Coronel técnico (Инженер-Полковник) | Mayor general (Генерал-майор)               | Teniente general (Генерал-лейтенант)        | Coronel general (Генерал-полковник)         |                                             |
| Equivalencia OTAN | OF-1                                           | OF-1                                | OF-1                                                | OF-2                              | OF-3                          | OF-4                                            | OF-5                                | OF-6                                        | OF-7                                        | OF-8                                        |                                             |

#### General del ejército a mariscal de la Unión Soviética
| Designación                    | Comandante en jefe   | Mariscal de la rama de servicio | Mariscal de la rama de servicio | Mariscal de la rama de servicio | Mariscal de la rama de servicio | Mariscal de la rama de servicio | Mariscal en jefe de la rama de servicio | Mariscal en jefe de la rama de servicio | Mariscal en jefe de la rama de servicio | Mariscal en jefe de la rama de servicio | Mariscal en jefe de la rama de servicio | Mariscal de la Unión Soviética |
| ------------------------------ | -------------------- | ------------------------------- | ------------------------------- | ------------------------------- | ------------------------------- | ------------------------------- | --------------------------------------- | --------------------------------------- | --------------------------------------- | --------------------------------------- | --------------------------------------- | ------------------------------ |
| Bandolera en uniforme de campo |                      | February-November 1943 · 1943   | February-November 1943 · 1943   | February-November 1943          |                                 |                                 |                                         |                                         |                                         |                                         |                                         |                                |
| Designación de rango           | General del ejército | Mariscal de artillería          | Mariscal de aviación            | Mariscal de tanques             | Mariscal de señales             | Mariscal de ingenieros          | Mariscal en jefe de artillería          | Mariscal en jefe de aviación            | Mariscal en jefe de Tanques             | Mariscal en jefe de señales             | Mariscal en jefe de ingenieros          | Mariscal de la Unión Soviética |
| Equivalencia OTAN              | OF-9                 | OF-9                            | OF-9                            | OF-9                            | OF-9                            | OF-9                            | OF-9                                    | OF-9                                    | OF-9                                    | OF-9                                    | OF-9                                    | OF-10                          |

## Grados e insignias de rango de la Armada Soviética
Por decreto del Presídium del Sóviet Supremo el 15 de febrero de 1943 sobre «insignia de distinción para la Armada Soviética«, entró en vigor la introducción de correas para los hombros y charreteras, lo que marcó el debut de la insignia al estilo de la Armada Imperial Rusa en la Armada Soviética. Como la marina también tenía servicios costeros, se introdujeron rangos terrestres similares al Ejército Rojo y la Fuerza Aérea con sus respectivas insignias para ser utilizados por el personal del servicio costero. Estos grados también fueron utilizados por el cuerpo médico y los servicios técnicos de la marina. Las insignias de rango en los hombros estaban en hombreras azul oscuro (oro en el uniforme de gala solo para oficiales).

### Oficiales navales y oficiales de bandera
| Bandolera en uniforme de servicio (Servicio marítimo)               |             |          |                  |                  |                      |                      |                      |                 |               |           |                                   |                                   |
| Bandolera en uniforme de servicio (Ingenieros de servicio marítimo) |             |          |                  |                  |                      |                      |                      |                 |               |           |                                   |                                   |
| Insignia de la manga sobre chaqueta de uniforme                     |             |          |                  |                  |                      |                      |                      |                 |               |           |                                   |                                   |
| Designación de rango                                                | Subteniente | Teniente | Teniente primero | Teniente capitán | Capitán de 3.º rango | Capitán de 2.º rango | Capitán de 1.º rango | Contraalmirante | Vicealmirante | Almirante | Almirante de la Flota (1943-1945) | Almirante de la Flota (1945-1953) |
| Equivalencia OTAN                                                   | OF-1        | OF-1     | OF-1             | OF-2             | OF-3                 | OF-4                 | OF-5                 | OF-6            | OF-7          | OF-8      | OF-9                              | OF-10                             |

### Habilitaciones navales (servicio naval)
| Designación                       | Marineros                                                     | Marineros           | Suboficiales                      | Suboficiales            | Suboficiales    | Suboficiales  |  |
| --------------------------------- | ------------------------------------------------------------- | ------------------- | --------------------------------- | ----------------------- | --------------- | ------------- |  |
| Hombrera en uniforme de servicio  | Black Sea Fleet                                               | Caspian Flotilla    | Danube Flotilla, Dnieper Flotilla | Pacific Fleet           | Baltic Fleet    |               |  |
| Bandolera en uniforme de servicio | Volga Flotilla (1943-1944), Danube Flotilla, Dnieper Flotilla |                     |                                   |                         |                 |               |  |
| Designación de rango              | Marinero                                                      | Marinero de primera | Suboficial de 2.ª clase           | Suboficial de 1.ª clase | Suboficial jefe | Guardiamarina |  |
| Equivalencia OTAN                 | OR-1                                                          | OR-4                | OR-5                              | OR-6                    | OR-7            | OR-8          |  |

### Grados e insignias de los servicios técnicos y terrestres navales

#### Oficiales
| Designación | Oficiales y comandantes                        | Oficiales y comandantes             | Oficiales y comandantes                             | Oficiales y comandantes           | Oficiales y comandantes       | Oficiales y comandantes                         | Oficiales y comandantes             | Generales                     | Generales                            | Generales                           |
| --- | ---------------------------------------------- | ----------------------------------- | --------------------------------------------------- | --------------------------------- | ----------------------------- | ----------------------------------------------- | ----------------------------------- | ----------------------------- | ------------------------------------ | ----------------------------------- |
| Hombrera en uniforme de servicio (Servicios costeros, incl. Infantería de Marina y Artillería de Defensa Costera) |                                                |                                     |                                                     |                                   |                               |                                                 |                                     |                               |                                      |                                     |
| Hombrera en uniforme de servicio (Ingenieros costeros)                                                            |                                                |                                     |                                                     |                                   |                               |                                                 |                                     |                               |                                      |                                     |
| Hombrera en uniforme de servicio (Aviación naval)                                                                 |                                                |                                     |                                                     |                                   |                               |                                                 |                                     |                               |                                      |                                     |
| Hombrera en uniforme de servicio (Ingenieros y personal técnico de Aviación Navalf)                               |                                                |                                     |                                                     |                                   |                               |                                                 |                                     |                               |                                      |                                     |
| Designación de rango                                                                                              | Subteniente (Младший лейтенант)                | Teniente (Лейтенант)                | Teniente primero (Старший лейтенант)                | Capitán (Капитан)                 | Mayor (Майор)                 | Teniente coronel (Подполковник)                 | Coronel (Полковник)                 | Mayor general (Генерал-майор) | Teniente general (Генерал-лейтенант) | Coronel general (Генерал-полковник) |
| Designación de rango de ingenieros                                                                                | Subteniente técnico (Младший техник-лейтенант) | Teniente técnico (Техник-лейтенант) | Teniente primero técnico (Старший техник-лейтенант) | Capitán técnico (Инженер-капитан) | Mayor técnico (Инженер-Майор) | Teniente coronel técnico (Инженер-Подполковник) | Coronel técnico (Инженер-Полковник) | Mayor general (Генерал-майор) | Teniente general (Генерал-лейтенант) | Coronel general (Генерал-полковник) |
| Equivalencia OTAN                                                                                                 | OF-1                                           | OF-1                                | OF-1                                                | OF-2                              | OF-3                          | OF-4                                            | OF-5                                | OF-6                          | OF-7                                 | OF-8                                |

#### Otros rangos
| Correas de hombro para uniforme de servicio básico                  | Hombres alistados y suboficiales de servicios terrestres (Servicios Costeros y Aviación Naval) | Hombres alistados y suboficiales de servicios terrestres (Servicios Costeros y Aviación Naval) | Hombres alistados y suboficiales de servicios terrestres (Servicios Costeros y Aviación Naval) | Hombres alistados y suboficiales de servicios terrestres (Servicios Costeros y Aviación Naval) | Hombres alistados y suboficiales de servicios terrestres (Servicios Costeros y Aviación Naval) | Hombres alistados y suboficiales de servicios terrestres (Servicios Costeros y Aviación Naval) |  |
| ------------------------------------------------------------------- | ---------------------------------------------------------------------------------------------- | ---------------------------------------------------------------------------------------------- | ---------------------------------------------------------------------------------------------- | ---------------------------------------------------------------------------------------------- | ---------------------------------------------------------------------------------------------- | ---------------------------------------------------------------------------------------------- |  |
| Hombrera para uniforme de servicio (Personal de servicios costeros) | Onega Flotilla Coastal Services                                                                | Northern Fleet Coastal Services                                                                | Black Sea Fleet Coastal Services                                                               | Caspian Flotilla Coastal Services                                                              | Amur Military Flotilla Coastal Services                                                        |                                                                                                |  |
| Hombrera para uniforme de servicio (Personal de la aviación naval)  | Black See Fleet Air Arm                                                                        | Baltic Fleet Air Force                                                                         | Northern Fleet Air Force                                                                       | General Navy (naval aviation)                                                                  | Pacific Fleet Air Force                                                                        |                                                                                                |  |
| Hombrera para uniforme de servicio (Personal de servicios costeros) | General Navy                                                                                   |                                                                                                |                                                                                                |                                                                                                |                                                                                                |                                                                                                |  |
| Hombrera para uniforme de servicio (Personal de la aviación naval)  | Caspian Flotilla Air Service                                                                   |                                                                                                |                                                                                                |                                                                                                |                                                                                                |                                                                                                |  |
| Designación de rango                                                | Marinero                                                                                       | Marinero sénior                                                                                | Sargento menor                                                                                 | Sargento                                                                                       | Sargento mayor                                                                                 | Starshiná                                                                                      |  |
| Equivalencia OTAN                                                   | OR-1                                                                                           | OR-4                                                                                           | OR-5                                                                                           | OR-6                                                                                           | OR-7                                                                                           | OR-8                                                                                           |  |